# James R. Allen

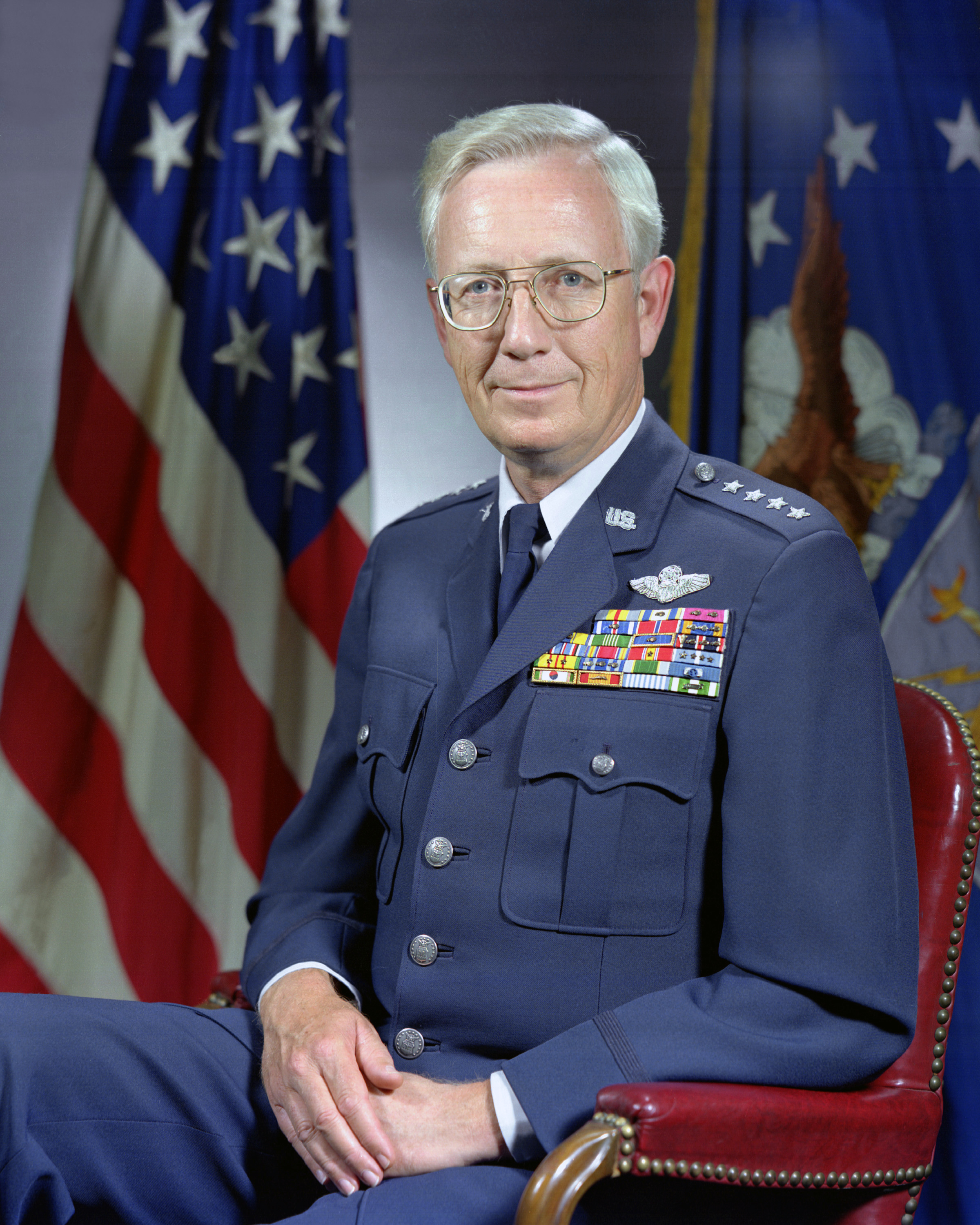
General James R. Allen

James Rodgers Allen (* 17. November 1925 in Louisville, Kentucky; † 11. August 1992 in Alexandria, Virginia) war ein US-amerikanischer General der US Air Force, der unter anderem zwischen 1974 und 1977 Superintendent der US Air Force Academy sowie zuletzt von 1981 bis 1983 Oberkommandierender des Lufttransportkommandos MAC (Military Airlift Command) war.

## Leben

### Ausbildung zum Luftwaffenoffizier
Allen schloss seine schulische Ausbildung an der Louisville Male High School 1943 ab und trat 1944 seine militärische Ausbildung an der US Military Academy in West Point an, die er 1948 mit einem Bachelor of Science im Fach Militäringenieurwesen (B.Sc. Military Engineering) und der Beförderung zum Leutnant (Second Lieutenant) der US Air Force beendete. Anschließend begann er seine Flugausbildung auf dem Militärflugplatz Randolph Air Force Base und schloss im September 1949 seine Pilotenausbildung auf dem Luftwaffenstützpunkt Nellis Air Force Base. Im Anschluss fand er zwischen September 1949 und Juni 1951 Verwendung bei der auf den Philippinen und in Südkorea stationierten 18. Jagdfluggruppe (18th Fighter Group), für die er als Pilot von North American P-51 „Mustang“-Jagdflugzeugen und Lockheed F-80 „Shooting Star“-Jagdbombern an Kampfeinsätzen während des Koreakrieges teilnahm. Während der ersten zwei Monate des Koreakrieges flog er Kampfeinsätze als Mitglied einer Freiwilligenstaffel zusammen mit der südkoreanischen Luftwaffe und war später von Juni bis Oktober 1951 Adjutant des Kommandeurs der 5. Luftflotte (Fifth Air Force).
Nach seiner Rückkehr in die USA wurde Allen im Oktober 1951 Pilot eines North American F-86 „Sabre“-Jagdflugzeuges bei der 71. Abfangjägerstaffel (71st Fighter-Interceptor Squadron) auf dem Greater Pittsburgh Airport. Im Juni 1953 kehrte er zur US Military Academy zurück und war dort Taktikoffizier einer Kompanie, ehe er zwischen Dezember 1956 und Juli 1959 nacheinander Fliegerischer Kommandeur, Operationsoffizier und zuletzt Verwaltungsstabsoffizier (Executive Officer) beim Leiter der Planungsabteilung im Hauptquartier der US-Luftstreitkräfte in Europa USAFE (US Air Forces in Europe) auf dem Stützpunkt Ramstein Air Base war. 1959 kehrte er in die USA zurück und absolvierte das Army Command and General Staff College in Fort Leavenworth.
1960 wurde Allen in die Stabsabteilung für Planungen im Hauptquartier der US Air Force nach Washington, D.C. versetzt und begann im August 1964 ein Studium am Industrial College of the Armed Forces (ICAF) auf dem Stützpunkt Fort Lesley J. McNair, das er 1965 abschloss. Ein ebenfalls begonnenes Studium der Betriebswirtschaftslehre an der George Washington University beendete er 1965 mit einem Master of Science (M.Sc. Business Administration).
Im Juli 1965 wurde Allen auf den Stützpunkt Eglin Air Force Base versetzt, wo er Kommandeur der 4. Taktischen Kampfstaffel (4th Tactical Fighter Squadron) wurde. Dort war er jedoch nur kurzzeitig eingesetzt und wurde daraufhin Pilot eines McDonnell F-4 „Phantom“-Kampfflugzeuges sowie stellvertretender Kommandeur für Operationen beim 12. Taktischen Kampfgeschwader (12th Tactical Fighter Wing) auf der Cam Ranh Bay Air Base in Südvietnam. Im Dezember 1966 kehrte er in die USA zurück und wurde stellvertretender Kommandeur für Operation der auf dem Stützpunkt Craig Air Force Base stationierten 3615. Pilotenausbildungsgeschwaders (3615th Pilot Training Wing). Im August 1968 wurde er Assistent des stellvertretenden Leiter der Planungsabteilung im Hauptquartier der US-Luftwaffe und danach im August 1969 stellvertretender Leiter der Planungs- und Politikabteilung im Büro des stellvertretenden Chef des Luftwaffenstabes für Planung und Operationen. In dieser Funktion war er Chefplaner der Operation Kingpin, ein militärisches Kommandounternehmen während des Vietnamkrieges zur Befreiung von amerikanischen Soldaten aus einem nordvietnamesischen Kriegsgefangenenlager bei Sơn Tây.

### Aufstieg zum General
Allen wurde im Januar 1972 Kommandeur der 19. Luftwaffendivision (19th Air Division) auf der Carswell Air Force Base und ein halbes Jahr später im August 1972 Assistent des stellvertretenden Chefs des Stabes für Operationen im Hauptquartier des Strategischen Luftwaffenkommandos SAC (Strategic Air Command) auf der Offutt Air Force Base, ehe er ein weiteres halbes Jahr später im Februar 1973 stellvertretender Chefs des Stabes für Operationen des SAC und schließlich im September 1973 Chef des Stabes des Strategischen Luftwaffenkommandos SAC wurde. Im Januar 1974 kehrte er in das Hauptquartier der US-Luftwaffe zurück und wurde dort Sonderassistent beim Chef des Luftwaffenstabes (Chief of Staff of the Air Force), General George S. Brown.
Als Nachfolger von Generalleutnant Albert P. Clark wurde Allen im August 1974 Superintendent der US Air Force Academy und bekleidete diesen Posten drei Jahre lang bis zu seiner Ablösung durch Generalleutnant Kenneth L. Tallman im Juli 1977. Während dieser Zeit verlieh ihm die University of Denver 1975 einen Ehrendoktor der Rechtswissenschaften. Im Anschluss war er zwischen Juli 1977 und Juli 1979 Chef des Stabes im Obersten Hauptquartier der Alliierten Streitkräfte in Europa SHAPE (Supreme Headquarters Allied Powers Europe) und erhielt dort am 1. August 1977 seine Beförderung zum General. Danach wurde er im Juli 1979 stellvertretender Oberkommandierender der US-Streitkräfte in Europa USEUCOM (United States European Command) und war damit bis Juni 1981 Vertreter von General Bernard W. Rogers.
Zuletzt wurde General Allen im Juni 1981 Oberkommandierender des Lufttransportkommandos MAC (Military Airlift Command) und verblieb auf diesem Posten bis zu seinem Eintritt in den Ruhestand am 1. Juli 1983. Als Oberkommandierender des MAC auf dem Stützpunkt Scott Air Force Base war er über die Vereinigten Stabschefs JCS (Joint Chiefs of Staff) gegenüber dem US-Präsidenten und dem US-Verteidigungsminister verantwortlich für die Planung und Durchführung der Lufttransporteinsätze in Kriegszeiten, Krisenperioden und bei Übungen zur Friedenszeit. Er leitete damit weltweit alle strategischen und taktischen Luftbrückenverbände, um die operative Unterstützung für vereinigte Kommandos und Spezialkräftekommandos bei militärischen Operationen sicherzustellen. Unter Friedensbedingungen stellte der Oberkommandierende des MAC durch den Luftwaffenminister (US Secretary of the Air Force) die Luftbrückendienste aufgrund seiner gleichzeitigen Funktion als Geschäftsführender Direktor der Operativen Agentur für Luftbrückendienste im US-Verteidigungsministerium sicher. In dieser Funktion war er ferner zuständig für die Luftrettungs-, Luftfahrtwetter-, Luftmedizinischen Rettungs-, Einsatzdokumentations- sowie audiovisuellen Systeme der US Air Force zuständig.
Allen flog während seiner militärischen Laufbahn Flugzeuge der Typen North American T-6 „Texan“, North American P-51 „Mustang“, Lockheed F-80 „Shooting Star“, North American F-86 „Sabre“, North American F-100 „Super Sabre“, McDonnell F-4 „Phantom“, Cessna T-37 „Tweet“, Northrop T-38 „Talon“, Boeing B-52 „Stratofortress“ und Boeing KC-135 „Stratotanker“. Er wurde mehrfach ausgezeichnet. Ihm wurde unter anderem die Defense Distinguished Service Medal, Air Force Distinguished Service Medal mit Eichenlaubzweig, der Legion of Merit mit zwei Eichenlaubzweigen, das Distinguished Flying Cross mit Eichenlaubzweig, die Bronze Star Medal, die Air Medal  mit elf Eichenlaubzweigem, die Air Force Commendation Medal mit Eichenlaubzweig, die Army Commendation Medal sowie die Air Force Outstanding Unit Award mit Zusatz „V“ und drei Eichenlaubzweigen verliehen. Im Februar 1979 wurde er ferner Kommandeur des französischen Ordre national du Mérite.